# (2193) Jackson
(2193) Jackson (1926 KB) – planetoida z pasa głównego asteroid okrążająca Słońce w ciągu 5,48 lat w średniej odległości 3,11 au. Odkryta 18 maja 1926 roku.